# Han Ji-min
Han Ji-min (en hangul, 한지민; hanja, 韓志旼; nacida en Seúl el 5 de noviembre de 1982) es una actriz surcoreana.

## Datos biográficos
Han Ji-min nació en Seúl. Su familia está formada por sus padres y su hermana mayor, que está casada, vive en Australia y es madre de dos hijos. Han Ji-min fue criada, sin embargo, por su abuela, que también vivía con la familia, dado que ambos padres trabajaban. Es sobrina de Kim Jong-nam, antiguo entrenador de la selección de fútbol coreana y después vicepresidente de la Federación de Fútbol Profesional de Corea. Han Ji-min estudió servicios sociales en la Universidad de Mujeres de Seúl, donde realizó actividades de voluntariado relacionadas, en particular, con el cuidado de niños y ancianos.
En agosto de 2024 la agencia BH Entertainment anunció que la actriz mantenía una relación con Choi Jung-hoon, de 32 años, vocalista y compositor de la banda Jannabi. La agencia de Jannabi confirmó la noticia. Ambos se habían conocido un año antes, cuando Han participó en el programa de KBS2 The Seasons - Choi Jung-hoon's Park at Night, presentado por el propio Choi. Nació entonces una amistad que poco antes del anuncio de la agencia se convirtió en noviazgo.

## Carrera
Está representada por la agencia BH Entertainment desde 2013.

### Debut y primeros años
Comenzó su carrera en 1998, elegida en unas audiciones callejeras cuando era aún estudiante de enseñanza secundaria; comenzó como modelo de publicidad televisiva y también en vídeos musicales, pero su debut como actriz se produjo en la serie de 2003 All In, con el personaje de la joven Min Soo-yeon. Ya este papel le procuró una popularidad inmediata; sin embargo, la joven Han encontró grandes dificultades para su interpretación, dada su falta de preparación: «era un papel excesivo para mí porque era ignorante. [Mi preparación] no fue suficiente, así que tuve que repetir [las tomas] varias veces, y el tiempo de espera para el personal fue doloroso».
Después de pequeñas apariciones en Good Person y Dae Jang Geum (ambas del mismo año), obtuvo su primer papel protagonista en la serie de venganza Resurrección (2005).
Ese mismo año debutó también en la pantalla grande, con la película Blue Swallow, basada en la vida de la pionera de la aviación coreana Park Kyong won, con el papel de una joven ambiciosa que anhela convertirse en piloto. Según la propia Han, fue su trabajo en este filme el que la convenció de emprender la carrera de actriz: «Incluso ahora [...] le doy las gracias al director Yoon Jong-chan de Blue Swallow». «Grababa series toda la semana sin tiempo para lavarme, pero para las películas, filmaba cada corte con mucho cuidado. Por supuesto, incluso entonces, me faltaba, pero el director me dio ambición e instrucciones detalladas. Sentí una sensación de placer. Si continuaba actuando, pensé que habría más momentos de tal placer, así que decidí convertirme en actriz».
En 2006 participó en la serie Wolf, pero la actriz sufrió un accidente junto a su compañero de reparto Eric Mun, cuando un automóvil los arrolló durante el rodaje de una escena.  Ambos quedaron heridos y este hecho provocó la suspensión de la serie tras haberse emitido solo tres episodios.
En 2007 actuó en los dramas históricos Capital Scandal (como luchadora de resistencia) y Yi San (en el personaje de una pintora y concubina real). Mientras los trabajos anteriores no habían alcanzado gran repercusión, con este último papel la actriz ganó audiencia y popularidad. En el mismo año protagonizó la película de misterio y terror The Cut, con el personaje de la estudiante de anatomía Seon-hwa.
En 2009 actuó en el drama Caín y Abel, con el papel de una desertora norcoreana que trabaja como guía turística en China, para lo que necesitó adoptar el dialecto de su personaje.
En 2011 interpretó el personaje de Han Kaek Ju en la película Detective K: el secreto de la viuda virtuosa, protagonizada por Kim Myung Min. Esta película, con una trama policíaca ambientada a finales del siglo XVIII y que mezcla el cine de acción con la comedia, alcanzó un buen éxito de público, pues resultó la séptima en audiencia del año (cuarta entre las películas coreanas). En ella, Han Ji-min es una acaudalada e influyente mujer de negocios, figura clave para resolver el misterio planteado en la trama. Entre 2011 y 2012 se emitió la serie Padam Padam, un drama fantástico y romántico cuyos protagonistas son Jung Woo-sung y Kim Bum además de la propia Han Ji-min. Su papel es el de una joven veterinaria que se enamora de un expresidiario, condenado injustamente por el asesinato del tío de ella.

### 2012-2016: Nuevos caminos
Llegada a sus treinta años, Han Ji-min se sentía encasillada en sus personajes de comedia romántica e intentó mostrar otras facetas en su trabajo, aunque encontró dificultades para encontrar papeles apropiados, e incluso atravesó un periodo de depresión. Mientras seguía protagonizando series románticas, aceptó papeles más breves en películas, pero con otro tipo de personajes que le permitían extender su gama de actuación: «había muy pocos personajes que una actriz pudiera interpretar. Quería encontrar diversidad, y luego llegué a la conclusión de que no tenía que ser el personaje principal».
En 2012 tuvo un papel protagonista en la serie El príncipe de la azotea (Rooftop Prince). En ella interpretó un doble papel: el de una princesa en la época de la dinastía Joseon y el de una joven que había perdido de niña el contacto con su familia y que se reencuentra con ella en Corea tras haber vivido en Estados Unidos. Gracias a su trabajo en esta serie obtuvo numerosos premios y aumentó su popularidad, no solo en su país sino también en otros países asiáticos, y en particular en Japón.
En 2014 protagonizó una nueva comedia romántica Plan Man, junto a Jung Jae-young, con el papel de una joven cantante que conoce a un hombre con un trastorno obsesivo-compulsivo, al que convence para participar juntos en una audición musical. Con este papel intentaba salir del tipo de personaje en el que se sentía encasillada. Del mismo año es su participación en The Fatal Encounter, drama de época inspirado en un suceso real, y en el que actúa como la reina Jeongsun; en esta ocasión su trabajo generó algunas críticas y controversias.
Al año siguiente tuvo un papel secundario en la comedia dramática Salut d'Amour, junto a dos actores veteranos como Park Geun-hyung y Youn Yuh-jung, sus padres en la ficción. Han vivió la experiencia como un aprendizaje en su profesión.

### 2017-2019:La señorita Baek, RadiantyUna noche de primavera
En 2017 interpretó a un personaje con discapacidad visual en Two Lights, un cortometraje de 30 minutos cuya finalidad era promover ayudas de realidad virtual a personas con dificultades de visión.
En 2018 se produjo un punto de inflexión en su carrera, al protagonizar el largometraje La señorita Baek (Miss Baek); su personaje es el de una joven que, a raíz de un episodio de violencia en el que se defendió de un intento de agresión y por el que fue condenada a prisión, debe llevar por ello una vida de marginada, durante la cual conoce a una niña a la que trata de proteger de un entorno violento. La actuación de Han en la película, con un personaje duro e intenso, muy distinto de los que había solido representar anteriormente, le valió el premio a la Mejor Actriz en los prestigiosos Blue Dragon Film Awards y Baeksang Arts Awards, así como en otras importantes ceremonias de premiación.  El mismo año regresó a la televisión como protagonista, junto con Ji Sung, en el drama romántico y fantástico Familiar Wife, donde es la esposa de un hombre que, al comprobar que su matrimonio ha fracasado por su propia responsabilidad, consigue volver al pasado para corregir sus errores.
Durante el año 2019 fue protagonista de la serie melodramática The Light in Your Eyes (también conocida con otros dos títulos: Dazzling y Radiant), emitida originalmente entre febrero y marzo de ese año, donde interpretó el personaje de Kim Hye-ja en su juventud, en tanto que la propia Kim Hye-ja interpreta el mismo personaje en su ancianidad. Han Ji-min protagonizó también ese mismo año la comedia romántica Una noche de primavera (One Spring Night), donde dio vida a Lee Jeong-in, una bibliotecaria que se enamora de Yoo Ji-ho (Jung Hae-in), un farmacéutico y padre soltero, y que por ello intenta romper su fallido noviazgo con Kwon Ki-seok (Kim Jun-han), el cual se resiste a romper la relación. La serie se emitió desde el 22 de mayo hasta el 11 de julio de 2019.
En octubre del mismo año se anunció que se había unido al reparto de la serie HERE, serie ambientada en el mundo del voluntariado. Sin embargo, la producción de la serie se suspendió a causa de las dificultades para rodar en el extranjero durante las primeras fases de la pandemia de Covid-19. A consecuencia de ello se puso en marcha como proyecto alternativo la producción de la serie Nuestro horizonte azul, que comparte con HERE guionista, director y buena parte del elenco de actores y cuyo estreno tuvo lugar en la primavera de 2022.

### 2020-2022:JoséeyNuestro horizonte azul
En octubre de 2021 comenzó en Escocia el rodaje del largometraje Josée, nueva versión de la película japonesa Josee, the Tiger and the Fish escrita y dirigida por Kim Jong-kwan y coprotagonizada por Nam Joo-hyuk, que se estrenó en su país el 10 de diciembre de 2020. En ella Han Ji-min interpreta el papel de una joven parapléjica que vive en condiciones muy precarias y entabla una difícil relación con un estudiante universitario. Para preparar este papel la actriz tuvo que aprender en su casa a moverse en silla de ruedas.
El 19 de abril de 2021 comenzó el rodaje de Happy New Year, comedia romántica en la que interpreta el personaje de la gerente de un hotel, cuyo estreno está previsto el 29 de diciembre de 2021, tras haberse presentado el día 1 del mismo mes.
En octubre del mismo año comenzó el rodaje de la serie Nuestro horizonte azul, donde interpreta a Lee Young-ok, una aprendiz de haenyeo. Las haenyeo son mujeres buceadoras de la isla de Jeju, donde está ambientada la trama. La participación de Han Ji-min en la serie concluyó el 17 de febrero de 2022, y la serie se emitió entre abril y junio de ese año. Durante el rodaje surgió una relación de amistad de Han con la pintora Jeong Eun-hye, que también actuó en aquella con el personaje de su hermana discapacitada.
En octubre de 2022 se estrenó en TVING, tras ser presentada en el Festival de Busan, la serie web Yonder, donde da vida a Yi-hu, una mujer que firma un contrato misterioso justo antes de elegir la eutanasia, lo que lleva a su esposo Jae-hyun a un mundo diferente llamado Yonder. Un mes antes se había realizado la lectura del guion de Con tacto especial, serie de JTBC que se emitió entre agosto y octubre de 2023, y en la que son coprotagonistas de Han Ji-min los actores Lee Min-ki y Suho. A los pocos días de terminar la emisión, el 6 de noviembre, Han celebró su primera reunión de fans, llamada A Mean-ingful Day, en el SJ Kunsthalle en Nonhyeon-dong (Seúl).

## Autora
En 2009 publicó el libro We’re Already Friends: Han Ji-Seong's Philippines Donation Book, que incluye relatos y dibujos de su tiempo de permanencia en Allawon, una remota aldea de montaña en Mindanao, Filipinas, donde pasó cinco días ayudando en su escuela. Luego donó todos los derechos de autor para contribuir a financiar la educación de los niños en Corea del Norte y los países en desarrollo en Asia.

## Personaje público
Han Ji-min, que se especializó en Bienestar Social de la Universidad de Mujeres de Seúl, es conocida por participar activamente en el trabajo voluntario y la recaudación de fondos, principalmente a través de la organización de ayuda Join Together Society.
En septiembre de 2012 fue designada como embajadora de buena voluntad de la sección coreana del Programa de las Naciones Unidas para el Medio Ambiente.

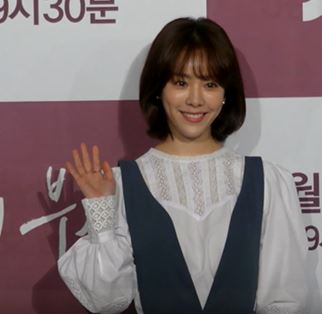
Han Ji-min en febrero de 2019.

En mayo de 2017 participó con su imagen en la campaña de UNICEF en favor de una infancia segura.
El 26 de agosto de 2017 presentó la inauguración de un espacio conmemorativo de las mujeres de solaz coreanas (esclavas sexuales del ejército japonés durante la Segunda Guerra Mundial), presidida por la alcaldesa de Seúl. Un año después tuvo una breve aparición en la película Herstory, que trata este mismo tema.
En octubre de 2018 fue presentadora de la ceremonia de apertura del 23° Festival Internacional de Cine de Busan. En noviembre del mismo año fue nombrada Embajadora de la Semana de prevención del abuso infantil 2018/19; también había participado durante el año en la campaña I-contact, promovida por el Ministerio de Sanidad y Bienestar coreano con el mismo objetivo de combatir el abuso infantil.
En enero de 2019 fue designada como Embajadora para el Festival de Cine Asiático de Nueva York (NYAFF), representando su película La señorita Baek.
En abril de 2019 quedó en octavo lugar entre las 40 celebridades seleccionadas en el Forbes Corea 2019 Power Celebrity 40.
En enero de 2021, junto con otras estrellas de la escena coreana, se manifestó públicamente en favor de una mayor vigilancia contra los abusos infantiles (tema de la película La señorita Baek, protagonizada por ella misma). El motivo de todo ello fue la muerte de un bebé causada presuntamente por malos tratos familiares, muerte que causó gran indignación en el país cuando se conoció a principios de ese mismo mes.
El 24 de octubre de 2023 la actriz recibió el Elogio del primer ministro en el 8.º Día de las Finanzas. El premio fue «por difundir una sólida conciencia financiera entre quienes la rodean a través de una gestión diligente de activos y por donaciones activas y trabajo voluntario». En la misma ceremonia la también actriz y cantante IU recibió el Elogio Presidencial.

## Actividades de beneficencia
Participa de forma activa en el trabajo voluntario, principalmente a través de la organización de ayuda para Join Together Society.
En abril de 2020, a raíz de la epidemia de Covid-19, la actriz donó 3000 prendas de protección médica, por un valor de cien millones de wones, a través de la Asociación Médica de la ciudad de Daegu. En agosto del mismo año donó 50 millones de wones a favor de las víctimas de las inundaciones provocadas por las lluvias torrenciales de ese verano en Corea.
En octubre de 2022 fue la protagonista de Actor's House en el marco del 27.º Festival Internacional de Cine de Busan. Actor's House es un espectáculo en el que actores de renombre se presentan al público y hablan de su carrera; los beneficios obtenidos en taquilla se donan a Save The Children.
El 9 de febrero de 2023 donó cien millones de wones para ayudar a los damnificados de los terremotos sucedidos tres días antes en Turquía y Siria a través de UNICEF Corea, dirigido específicamente a la infancia.
El 3 de mayo de 2024 BH Entertainment anunció que Han Ji-min había donado cincuenta millones de wones a la organización de ayuda internacional de la ONU JTS para celebrar el Día del Niño, y que también participaría en una campaña de recaudación de fondos en la calle. Además, informaba de que desde 2007 había contribuido a estas campañas de JTS, asistiendo dos veces al año (el Día del Niño y a final del año) a la recogida de fondos callejera.

## Filmografía

### Cine
| Año  | Título                                    | Personaje                    | Notas                     | Ref.                 |
| ---- | ----------------------------------------- | ---------------------------- | ------------------------- | -------------------- |
| 2005 | The Act 1, Chapter 2                      | Hombre (voz)                 | Cortometraje de animación | [ 67 ]               |
| 2005 | Blue Swallow                              | Lee Jung-hee                 |                           | [ 68 ]               |
| 2007 | The Cut                                   | Seon-hwa                     |                           |                      |
| 2011 | Detective K: Secret of the Virtuous Widow | Han Kaek-ju                  |                           | [ 69 ] [ 70 ]        |
| 2012 | Ending Note                               | Narradora, versión universal | Documental                | [ 71 ]               |
| 2014 | Plan Man                                  | Yoo So-jung                  |                           | [ 72 ]               |
| 2014 | The Fatal Encounter                       | Reina Jeongsun               |                           | [ 23 ]               |
| 2015 | Salut d'Amour                             | Min-jung                     |                           | [ 24 ] [ 73 ]        |
| 2016 | The Age of Shadows                        | Yeon Gye-soon                |                           |                      |
| 2017 | Two Lights                                | Soo-young                    | Cortometraje              | [ 74 ]               |
| 2018 | Keys to the Heart                         | Han Ga-yool                  | Aparición especial        |                      |
| 2018 | Miss Baek                                 | protagonista                 |                           |                      |
| 2018 | Herstory                                  | profesora de ética Hyesu     | Aparición especial        | [ 55 ]               |
| 2018 | Sovereign Default                         | empleada del Banco de Corea  | Aparición especial        | [ 75 ]               |
| 2019 | Kim Bok-dong                              | (narradora)                  | Documental                | [ 76 ]               |
| 2020 | Josée                                     | protagonista                 |                           | [ 77 ] [ 78 ]        |
| 2021 | Happy New Year                            | So-jin                       |                           | [ 79 ] [ 80 ] [ 81 ] |

### Series de televisión
| Año  | Título                                    | Personaje            | Canal       | Notas                 | Ref.                                      |
| ---- | ----------------------------------------- | -------------------- | ----------- | --------------------- | ----------------------------------------- |
| 2003 | All In                                    | Min Soo-yeon         | SBS         |                       |                                           |
| 2003 | Good Person                               | Oh Soon-jung         | MBC         |                       |                                           |
| 2003 | Dae Jang Geum                             | Shin-bi              | MBC         |                       |                                           |
| 2004 | Déjà vu                                   | Soo-yeon             | KBS2        |                       |                                           |
| 2005 | Memory (Drama City)                       | Soo-kyung            | KBS2        |                       |                                           |
| 2005 | Resurrection                              | Seo Eun-ha           | KBS2        |                       | [ 82 ] [ 83 ]                             |
| 2006 | Wolf                                      | Han Ji-soo           | MBC         |                       | [ 84 ] [ 85 ] [ 86 ]                      |
| 2006 | Great Inheritance                         | Yoo Mi-rae           | KBS2        |                       |                                           |
| 2006 | Super Rookie Ranger                       | Gong Joo-yeon        | SBS         |                       | [ 87 ]                                    |
| 2007 | Capital Scandal                           | Na Yeo-kyung         | KBS2        |                       |                                           |
| 2007 | Yi San                                    | Seong Song-yeon      | MBC         |                       | [ 88 ] [ 89 ]                             |
| 2009 | Cain and Abel                             | Oh Young-ji          | SBS         |                       |                                           |
| 2011 | Padam Padam                               | Jung Ji-na           | JTBC        |                       | [ 90 ] [ 91 ]                             |
| 2012 | Rooftop Prince                            | Park Ha/Hong Bu-yong | SBS         |                       | [ 92 ] [ 93 ] [ 94 ] [ 95 ] [ 96 ] [ 97 ] |
| 2015 | Hyde Jekyll, Me                           | Jang Ha-na           | SBS         |                       |                                           |
| 2016 | Dramaworld                                | Ella misma           | Viki        |                       |                                           |
| 2016 | Don't Dare to Dream                       | Dra. Han Ji-min      | SBS         | Cameo (ep. 11)        |                                           |
| 2018 | Familiar Wife                             | Seo Woo-jin          | tvN         |                       |                                           |
| 2019 | The light in your eyes                    | Kim Hye-ja           | JTBC        |                       |                                           |
| 2019 | One Spring Night                          | Lee Jung-in          | MBC         |                       |                                           |
| 2019 | Here                                      | —                    | —           | Producción suspendida | [ 34 ] [ 98 ]                             |
| 2022 | Nuestro horizonte azul                    | Lee Young-ok         | tvN/Netflix |                       | [ 99 ] [ 100 ]                            |
| 2022 | Yonder                                    | Yi-hu                | TVING       | Serie web             | [ 101 ]                                   |
| 2023 | Con tacto especial                        | Bong Ye-bun          | JTBC        |                       | [ 47 ] [ 102 ]                            |
| 2025 | Exploradora del amor                      | Kang Ji-yoon         | SBS         |                       | [ 103 ] [ 104 ] [ 105 ] [ 106 ]           |
| 2025 | Hasta que el cielo nos reúna              | Som-yi               | JTBC        |                       | [ 107 ] [ 108 ] [ 109 ]                   |
| 2026 | Efficient Meeting of Single Men and Women |                      | JTBC        |                       | [ 110 ]                                   |

### Programas de televisión
| Año  | Título                                       | Función                          | Cadena                                | Notas                                                            | Ref                     |
| ---- | -------------------------------------------- | -------------------------------- | ------------------------------------- | ---------------------------------------------------------------- | ----------------------- |
| 2017 | Three Meals a Day: Seaside Ranch             | Invitada                         | tvN                                   | Ep. 1-3 (4, 11 y 18 de agosto)                                   | [ 111 ]                 |
| 2020 | You Hee-yeol's Sketchbook                    | Invitada                         | KBS2                                  | Ep. 522 (25 de diciembre)                                        | [ 112 ]                 |
| 2021 | Corea a la Paik                              | Invitada                         | Netflix                               | Ep. 2, 'El soju nos conecta'                                     | [ 113 ]                 |
| 2021 | Silence - Han Ji-min                         | Invitada                         | Discovery Channel Korea y SKY Channel | 4 de noviembre                                                   | [ 114 ] [ 115 ] [ 116 ] |
| 2022 | I Like Go Doo-sim                            | Invitada                         | Channel A                             | 29 de mayo                                                       | [ 117 ] [ 118 ]         |
| 2022 | You Quiz on the Block                        | Invitada                         | tvN                                   | Ep. 160 (6 de julio)                                             | [ 119 ]                 |
| 2023 | The Whale and I                              | Narradora (junto a Park Hae-soo) | SBS                                   | Documental en 4 partes emitido el 18 y 25 nov., y el 3 y 10 dic. | [ 120 ] [ 121 ]         |
| 2023 | The Seasons - Choi Jung-hoon's Park at Night | Invitada                         | KBS2                                  |                                                                  | [ 4 ] [ 5 ]             |

### Presentadora
| Año     | Título                                       | Notas                                                                                  | Ref.    |
| ------- | -------------------------------------------- | -------------------------------------------------------------------------------------- | ------- |
| 2006-08 | Entertainment Weekly                         | En el canal KBS2                                                                       |         |
| 2018    | 23.º Festival Internacional de Cine de Busan | Presentadora de la ceremonia inaugural, con Kim Nam-gil                                | [ 122 ] |
| 2020    | 56.os Premios Baeksang Arts                  | Presentadora de categoría                                                              | [ 123 ] |
| 2024    | 45.os Premios Blue Dragon Film               | Seleccionada como «Diosa del Dragón Azul», después de Kim Hye-soo, junto a Lee Je-hoon | [ 124 ] |

### Otras apariciones públicas
| Año  | Título        | Notas                                                                                 | Ref.          |
| ---- | ------------- | ------------------------------------------------------------------------------------- | ------------- |
| 2022 | Actor's House | Teatro KNN (Busan) - conferencias de actores programadas durante el Festival de Busan | [ 8 ] [ 125 ] |

### Revistas / sesiones fotográficas
| Año  | Publicación                    | Notas                                           | Ref.    |
| ---- | ------------------------------ | ----------------------------------------------- | ------- |
| 2014 | Harper’s BAZAAR Korea Magazine | Junto a Jung Jae-young - (publicación de enero) |         |
| 2014 | Allure Korea                   | Septiembre de 2014                              | [ 126 ] |
| 2021 | Allure Korea                   | Febrero de 2021                                 | [ 127 ] |

## Premios y nominaciones
| Año  | Premio                                           | Categoría                                                        | Papel                  | Resultado  | Ref.            |
| ---- | ------------------------------------------------ | ---------------------------------------------------------------- | ---------------------- | ---------- | --------------- |
| 2004 | Premios KBS Drama                                | Mejor actriz de drama especial                                   | Déjà vu                | Ganadora   |                 |
| 2005 | Premios KBS Drama                                | Mejor actriz revelación                                          | Resurrection           | Ganadora   |                 |
| 2005 | Premios KBS Drama                                | Mejor pareja (junto a Uhm Tae-woong)                             | Resurrection           | Ganadores  |                 |
| 2006 | 43.os Premios Grand Bell                         | Mejor actriz revelación                                          | Blue Swallow           | Candidata  |                 |
| 2007 | 28.os Premios Blue Dragon Film                   | Mejor actriz revelación                                          | The Cut                | Candidata  |                 |
| 2007 | Premios MBC Drama                                | Premio a la excelencia, actriz                                   | Yi San'                | Ganadora   | [ 128 ]         |
| 2007 | Premios KBS Drama                                | Premio a la excelencia, actriz                                   | Capital Scandal        | Ganadora   |                 |
| 2007 | Premios KBS Drama                                | Premio de los cibernautas,actriz                                 | Capital Scandal        | Ganadora   |                 |
| 2007 | Premios KBS Drama                                | Mejor pareja (junto a Kang Ji-hwan)                              | Capital Scandal        | Ganadora   |                 |
| 2008 | 44.os Premios Baeksang Arts                      | Mejor actriz (TV)                                                | Capital Scandal        | Candidata  |                 |
| 2009 | Ministry of Health and Welfare                   | Mención del Ministro                                             | -                      | Ganadora   |                 |
| 2011 | 6.os Premios Asia Model Festival                 | Premio estrella popular BBF                                      | -                      | Ganadora   | [ 129 ]         |
| 2012 | 46.o Día del Pago de Impuestos                   | Mención Presidencial como ejemplo de pagos fiscales              | -                      | Mención    |                 |
| 2012 | 6.os Premios Mnet 20's Choice                    | 20 estrellas femeninas de drama                                  | Rooftop Prince         | Ganadora   | [ 94 ]          |
| 2012 | 7.os Premios Seoul International Drama           | Actriz coreana en el extranjero                                  | Rooftop Prince         | Ganadora   |                 |
| 2012 | 5.os Premios Corea Drama                         | Premio a la gran excelencia, actriz                              | Rooftop Prince         | Ganadora   |                 |
| 2012 | 1.os Premios K-Drama Star                        | Premio a la excelencia, actriz                                   | Padam Padam            | Ganadora   | [ 130 ]         |
| 2012 | Premios SBS Drama                                | Premio a la gran excelencia, actriz de drama especial            | Rooftop Prince         | Ganadora   | [ 131 ]         |
| 2012 | Premios SBS Drama                                | Top 10 estrellas                                                 | Rooftop Prince         | Ganadora   |                 |
| 2012 | Premios SBS Drama                                | Mejor pareja (junto a Park Yuchun)                               | Rooftop Prince         | Ganadores  |                 |
| 2014 | 3.os Premios KOPA & NIKON Press Photo            | Actriz más fotogénica                                            | -                      | Ganadora   | [ 132 ]         |
| 2015 | 35.os Golden Cinema Festival                     | Mejor actriz de reparto                                          | Salut d'Amour          | Ganadora   | [ 133 ] [ 134 ] |
| 2015 | Premios SBS Drama                                | Premio a la gran excelencia, actriz de drama especial            | Hyde, Jekyll, Me       | Candidata  |                 |
| 2016 | 53.os Premios Grand Bell                         | Mejor actriz de reparto                                          | The Age of Shadows     | Candidata  |                 |
| 2017 | 53.os Premios Baeksang Arts                      | Mejor actriz de reparto (Film)                                   | The Age of Shadows     | Candidata  |                 |
| 2017 | 37.os Golden Cinema Festival                     | Mejor actriz de reparto                                          | The Age of Shadows     | Ganadora   |                 |
| 2017 | Ministry of Health and Welfare                   | Premio Compartiendo felicidad                                    | -                      | Ganadora   | [ 135 ]         |
| 2018 | 6.os Premios BIFF Asia Star                      | Premio Marie Claire                                              | -                      | Ganadora   | [ 136 ]         |
| 2018 | 38.os Premios Korean Association Of Film Critics | Mejor actriz                                                     | Miss Baek              | Ganadora   | [ 137 ] [ 138 ] |
| 2018 | 3.er London East Asia Film Festival              | Mejor actriz                                                     | Miss Baek              | Ganadora   | [ 139 ]         |
| 2018 | 39.os Premios Blue Dragon Film                   | Mejor actriz                                                     | Miss Baek              | Ganadora   | [ 140 ]         |
| 2018 | 5.os Premios Korean Film Producers Association   | Mejor actriz                                                     | Miss Baek              | Ganadora   | [ 141 ]         |
| 2018 | Premios Cine 21                                  | Mejor actriz                                                     | Miss Baek              | Ganadora   | [ 142 ]         |
| 2018 | 19.o Festival Women in Film Korea                | Mejor actriz                                                     | Miss Baek              | Ganadora   | [ 143 ] [ 144 ] |
| 2018 | 13.os Premios Asian Film                         | Mejor actriz                                                     | Miss Baek              | Candidata  | [ 145 ]         |
| 2019 | 10.os Premios KOFRA Film                         | Mejor actriz                                                     | Miss Baek              | Ganadora   | [ 146 ]         |
| 2019 | Premios Director’s Cut                           | Mejor actriz                                                     | Miss Baek              | Ganadora   | [ 147 ]         |
| 2019 | 55.os Premios Baeksang Arts                      | Mejor actriz                                                     | Miss Baek              | Ganadora   | [ 148 ]         |
| 2019 | 24.os Premios Chunsa Film Arts                   | Mejor actriz                                                     | Miss Baek              | Candidata  | [ 149 ]         |
| 2019 | 28.os Premios Buil Film                          | Mejor actriz                                                     | Miss Baek              | Candidata  | [ 150 ]         |
| 2019 | 21.os Premios Asian Film Critics Association     | Mejor actriz                                                     | Miss Baek              | Candidata  | [ 151 ]         |
| 2019 | 2019 Premios MBC Drama                           | Premio a la gran excelencia, actriz en serie de miércoles-jueves | Una noche de primavera | Ganadora   | [ 152 ]         |
| 2020 | 56.os Premios Grand Bell                         | Mejor actriz                                                     | Miss Baek              | Candidata  | [ 153 ]         |
| 2022 | 8.os Premios APAN Star                           | Mejor pareja (con Kim Woo-bin)                                   | Nuestro horizonte azul | Candidatos | [ 154 ] [ 155 ] |
| 2023 | 8.o Día de las Finanzas                          | Mención del primer ministro                                      | —                      | Mención    | [ 61 ] [ 62 ]   |